# 花屋

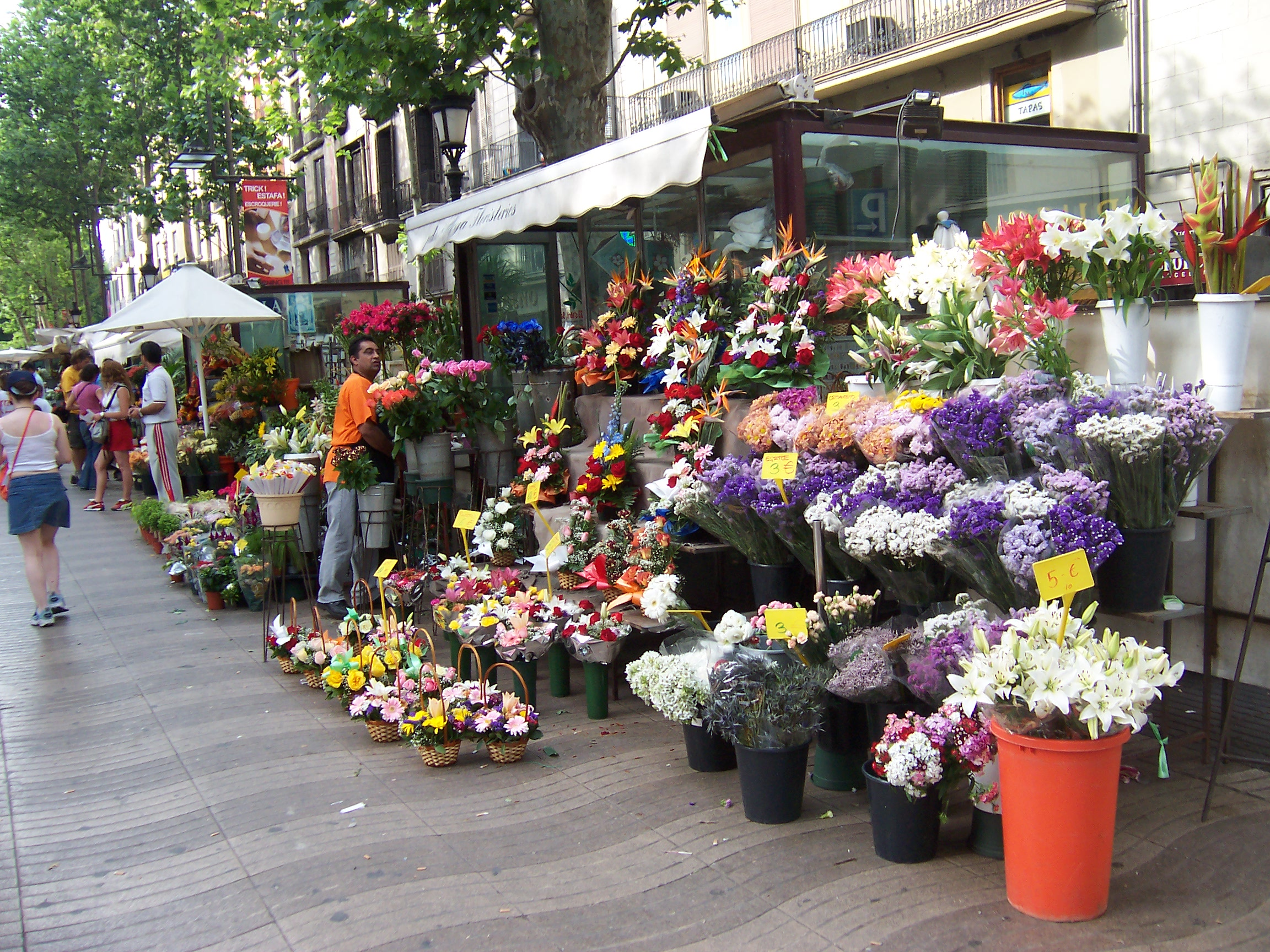
スペイン・バルセロナの花屋

花屋（はなや、フローリスト、英: Florist, Flower Shop）は、主に切り花を販売する商店、及びその商店で働く者を指す。店舗は、「生花店」とも呼ばれる。なお、花環などの造花を扱う店舗（企業）は「造花店」と呼ぶこともあり、葬祭業を営んでいることもある。

## 歴史

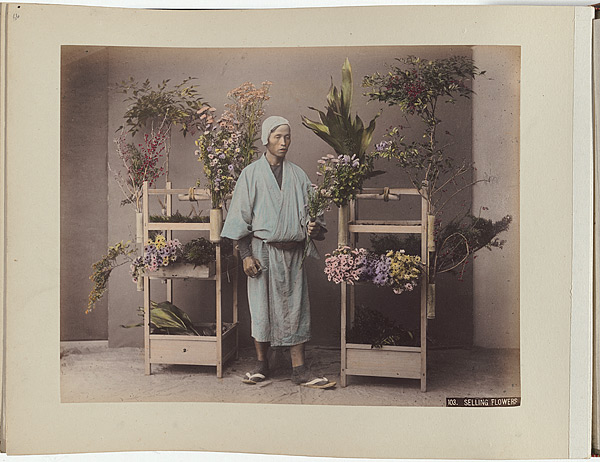
行商の花屋(明治期)

日本では江戸期に加賀藩をはじめ多くの藩で出入りの植木職や花屋の類を優遇した例があって、安永十年(一七八一)加賀藩が与えた五葉松の切出証などは、金沢市橋場町の金子花店に現存しており、その中に六人の花屋に許可するとも書いてあり、金沢市にはその頃からの花店が四店盛業中である。京都でも「花屋仲間鑑札」に見られるように、寺院や諸流のいけばなの発達とともに古くからこの諸制度の中にあって、保護を受けてきた商売であったことは確かである。『京都花のあゆみ』(昭和五十二年,京都生花)の中に、「当時の仲間とは、奉行所に冥加銀を納め、仲間規約を結び、幕府は人数を限定して鑑札を下付してその特権を認め、仲間は奉行所に作法帳を提出している。仲間の代表者を年寄りと呼び……」とあるが仲間すなわち組合員以外は花を売ることを許されていなかった。享和元年(1801)一月改めの浦上茂氏所蔵の鑑札や安政三年(一八五六)の今村喜和氏所蔵のものなどではすべて「改」と書いてある。平安の頃から大原女とは別の存在なのか白河女が中心になって売り歩いたことも書いてあるらしく、大阪市北区桜田の秀花園坂上昭宏が『JFTD (社団法人日本生花通信配達協会)ニュース』に書かれたものによると、園芸が日本で最初に事業化されたところは宝塚市山本としている。山本地区に園芸が始まったのは平安時代の延喜延長年間(九○一|九三一)に山城の国坂本庄から応神天皇の頃、阿知使主を統率者として半島を経て来朝した名門で、有名な武将の坂上田村麻呂や歌人の坂上是則を出している坂上氏一族かどうかは定かではないが、坂上右衛門大尉頼次という人が、山本地区に移って来たころとしている。山本の松居神社は坂上田村麻呂を祀った神社であるが、古記録では前九年の役や後三年の役て活
躍した武人とされ、この頼次が山本に移って来て、入道して大蓮坊と号し、屋敷のそばに花国を作って花弄を栽培したのが山本園芸の発祥という(兵庫県川辺郡誌引）。また、その十何代かあとの坂上善太夫頼泰なるものが、日本で初めて接木法を発見し木接太夫とよばれ、阪急山本駅の西側に立派な「木接太夫彰徳碑」が建てられているが、木接太夫の称号を与えた人は豊臣秀吉とのことであるので、接木によ
る品種改良や珍奇な園芸植物の産出はその頃から進められていたことがわかる。
明治六年(一八七三)兵庫県令神田孝平は、この山本にバラ苗およびユーカリ苗を下付し植えたと『日花協 (社団法人日本生花商協会)二十五年のあゆみ』の中で草楽園沢田俊夫は書いているので、古い植木生産地であったことは確かであり、この植木生産とともに花材が発達したことは否めぬ事実とされる。
花屋はすべてが生産業者であり、「切出し」などの呼称でよばれた買出し者でもあった。この「切出し」については自然採集者であるとともに他人の畑や屋敷めぐりの枝ぶりのよい花木類を買い歩く人々の総称で、九州では「仲買い」、中国,近畿では「切出し」とよび、東京では「坪買い」「山切り」であり、東北では「切出し」、北海道では「山出し」とよばれる。
東京都台東区の老舗花重は、創業明治三年(一八七〇)の古い花店であるが、はじめは花問屋をしていたことが所蔵する「勇華問屋」の看板の裏表記で判明している。東京都台東区の古い花屋てあった丸井米蔵は多年にわたって「東京の花売り」を調べ続け、その調査によると、江戸で初めて花市場の文字が見えるのは、万延元年(一八六○)庚申六月の「東両国広小路花市場之儀……」の一文であって、これはいったんつぶれた花市場をまたもとの通りに戻したいとの願いの控であり、「八ケ村惣代」とか「花行事」によって願いは出されているという。八ケ村とは堀切,請地:小梅 曳舟,鹿骨,青戸などの集落であって、今の東京の行政区画からいえば墨田江東·葛飾区の一帯が古い花の生産地でもあった。行事とはもめごとなどをきばく役であって、組合の役員が当番でなり、大行事などの名でまとめ役でもあった。
蒲田金盞花ゃ芍薬の馬込種などに見られるように、蒲田や馬込付近の大田区が花の大生産地であり、足立区西新井方面がまた古くからの産地であった。多摩地区は野花の採集地でやがてダリアやグラジオラスなどの大生産地になっていった。門松の松や竹も多摩の特産であったが、まちの発展とともに生産地は移り、『新編武蔵風土記』には大久保のつつじ、中野の桃、団子坂の菊人形などが有名と書いてありまた『江戸名所図会』には、麻布付近の下級武士の間で、菊を栽培して「ひさぎの足し」にするものありと書いてあったり、葛西付近の草花作りを絵図入りで紹介したりしている。
日花協が実施した1969年時点での調査で江戸時代から続く生花店は全国で27店あり（京都九、大阪.名古屋各二、神戸、大津,横浜,大垣各一、東京六、金沢四）その中で一番古い花店は大阪にあって、慶長年間(一五九六から一六一五)の創業であるという。東京では元禄年間(一六八八から一七〇四)創業の新橋.上坂商店が最も古く、今でもいけばなの先生の花材の調達などの発展をしている。他に『JFTDニュース』に載った江戸時代からの花屋の語り伝えなどの紹介では、大垣市西田花店の例では「弘化四年(一八四七)現大垣市南一色町の農家の二男として生まれた嘉左衛門は手先が器用で、庭木を整えたり石を拾って来て庭に築山を作るのが得意でした。農閑期に豪農の家で庭づくりをして小遣いを稼いていたが、農家では自分の手で庭を作るのは当たり前のこと、庭師が職業として成立するはずがなかった。いっそのこと城下に出て腕を生かそうと考え、花屋になった」とある。また大阪市天王子区のハナカンは「寛政の頃より代々花屋勒兵衛」という。そして「元は大阪の玉造という所で善油の醸造を家業にしておりましたが、有名な玉造の大火で焼け出され、現在地の生玉寺町でお寺相手の花屋を開業したのが始まりと聞いています。過去帳による-寛政三年(一七九一)頃より、勘兵衛の名が出て来て、代々花屋勘兵
衛を名乗り、花勘を屋号にしていたようです」
堺市の花市は「私の先祖が花屋を始めたのも寺に供える花が最初の営業品目であったようです。初代は天明二年(一七八二)頃創業しだしたようで、名前は花屋平兵衛となって、明治22年2月4日に花園市造と改名し屋号もその頃から花市となって」いるという。

## 求められる技術
職業としての花屋は、消費者のニーズに応じたフラワーアレンジメント技術やセンス、植物の知識、冠婚葬祭の知識、いけばな（華道）の技術などが必要とされる。アルバイトにも同程度の技術が求められるため、短期のパートが雇われることは少ない。また、近年はサービスを特化して、盆栽などの和風植物が中心、オーダーメイドのみを受け付け、特定の色のみを扱う品揃えなど、専門店をかまえる傾向にある。
- 公益法人 - フラワーデザイナー資格検定試験（NFD）
- 国家検定 - フラワー装飾技能検定（厚生労働省）

などがある。

## 仕事内容

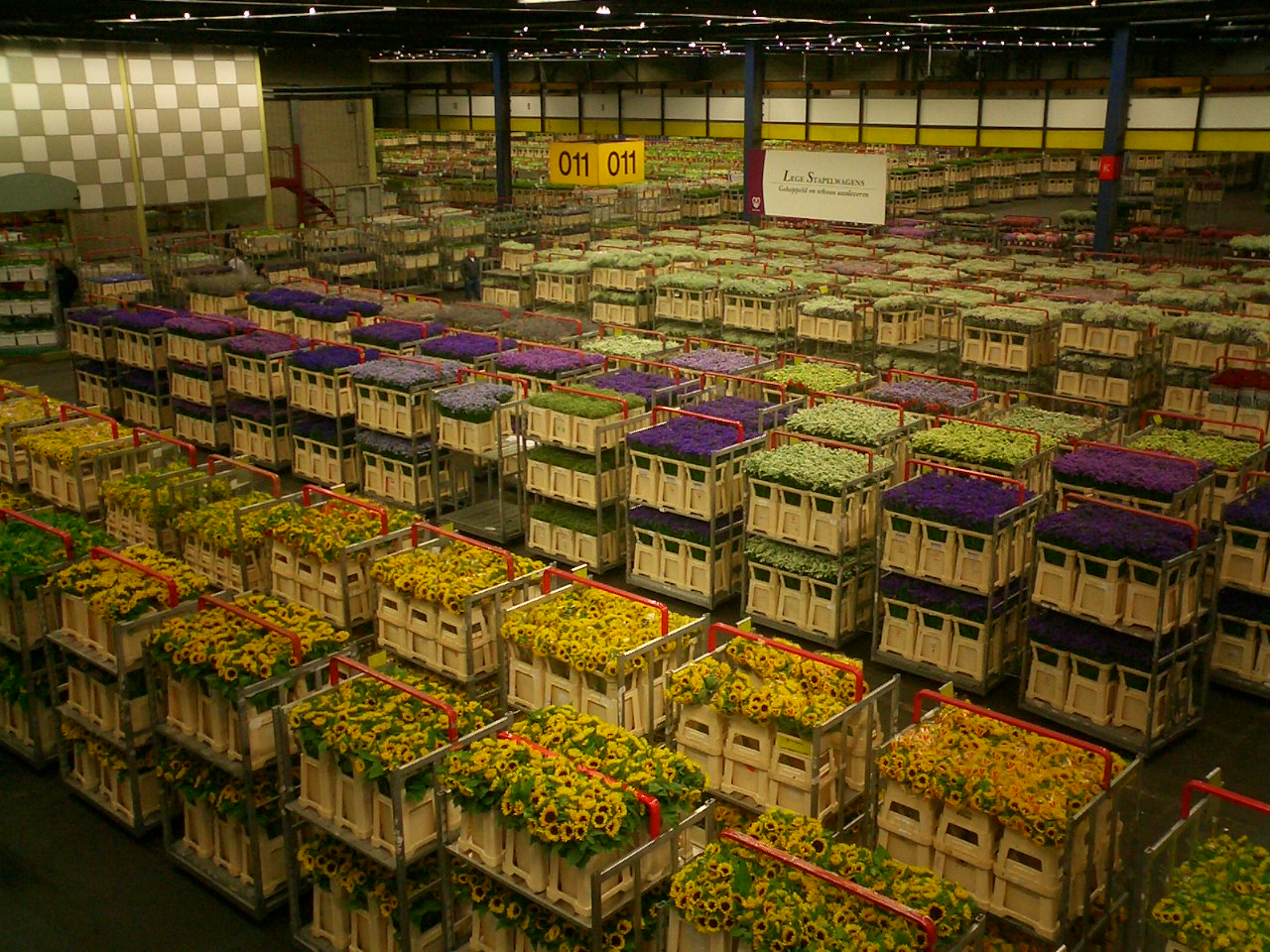
オランダのアールスメア花卉市場

早朝に花卉市場へ商品を仕入れに行く。パソコンで仕入れることも可能。栽培業者と直接契約をして大量に仕入れることもある。また先取りとして、市場の競売より高い値段を払うかわりに競りの前に入手することもある。関西には切り出し屋と呼ばれる花材職人がおり、合法的に山などの自然環境から伐採した枝ものを搬入することもある。
仕入れた花々は、種類によって水揚げ処理が異なる上にゴミも多く出るため、相当な仕事量となる。水揚げ処理に手を抜くと日持ちが悪くなるため、重要な仕事の一つである。店内の花は毎日、水替えをする。水の入ったバケツ、鉢植えや植木鉢などの鉢物の移動などは重労働である。切花、鉢植え、観葉植物それぞれに合った細かい手入れをして、商品の見栄えを良くする。

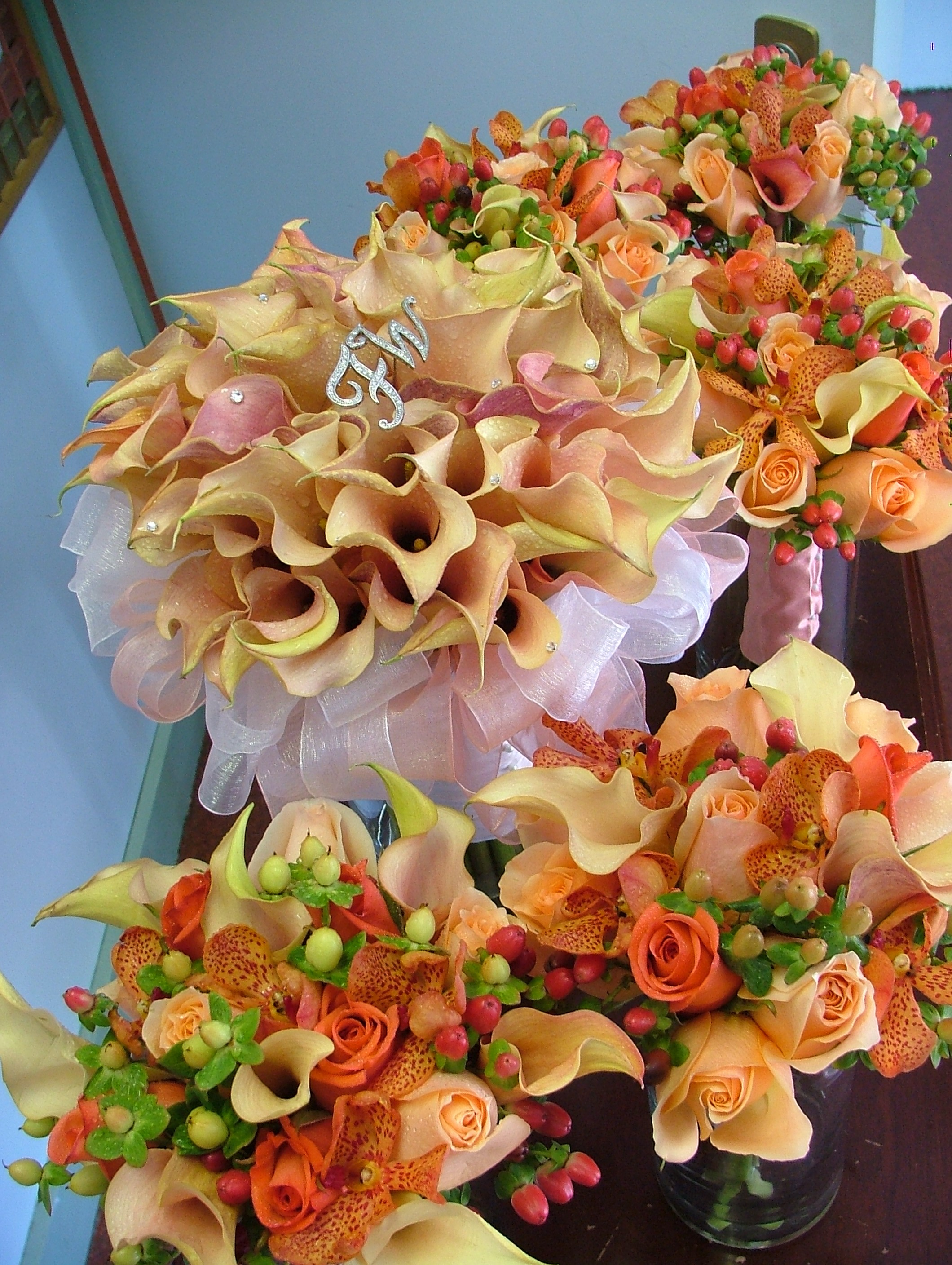
オレンジとピンクがテーマ・カラーである結婚式の花嫁と付き添い女性（ブライズメイド）のブーケ

最もよく知られている仕事が花束作り（フラワーアレンジメント）である。必要とされる理由（お祝い、お見舞い、お悔やみなど）、受け取り手の年齢、希望の色や雰囲気、予算を考慮して、迅速に花束を作る。鉢物は寄せ植えやラッピングなどのアレンジメントを行う。仏壇や墓に供える仏花・シキミ、神棚に供えるサカキ・荒神松（三宝松）など、仏教や神道に用いる束も作る。また稽古花として、華道（生花・盛り花）やフラワーアレンジメント教室用の花を用意する。そのほかイベント向けとして、開店祝い、葬儀、パーティー会場、結婚式の花やブーケも作る。
気候により商品の状態や売れ行きが変動するため、天候の見定めも要求される。仕入れた生花の売れ残りは、長期保存しにくく廃棄ロスになるケースが多いため、仕入れ力が詰まるところの経営力にも繋がる。個人営業であることが多い。

## 仕事の流れ
- 仕入れ:花の仕入れは早朝に花卉市場へ行く。
- 搬入
- 開店
- 水揚げ
  - 切り戻し：茎の根元から1～2cmのところを斜めにナイフで切り、水に付けること。斜めに切ることで、切り口の面積が広がり、水をたくさん吸収できるようになるが、茎の中に気泡が入りやすい、という欠点がある。
  - 深水：生け花や、生花を扱う業種で、切花が長持ちするようにする処理方法の一つで、植物を深いバケツなどに花首だけを出して沈め、水圧によって水を茎の中に押し込む技法。水が下がった（水気が抜けてぐったりした状態）植物や、水を吸いにくい植物に適する。葉が痛みやすい植物には不向き。
  - 湯揚げ：茎に気泡が入り、水が上がりにくくなった植物が水を吸いやすくするようにする時に使う方法。新聞紙等で植物を包み、水蒸気があたらないようにし、80℃以上の熱湯に切り口を浸した後、1分ほど煮る。湯揚げをしたら、すぐに冷水に浸して冷ます。茎の中の水の体積を膨張させ、内部の気泡を植物の体外に押し出すことで水揚げが良くなる。菊科植物に向く。
  - 逆水：水揚げの方法の一つ。生け花や、生花を扱う業種で、切花が長持ちするようにする処理方法の一つ。葉の大きな植物に向く。花を逆さに持ち、葉の裏に水をたっぷりとかける。夏などの酷暑期に、葉や花が萎れてしまった時には、水が葉から蒸発する量を一時的に減らしてやるため、逆水をする。
  - ほかにも、「切り口を焼く、たたく･砕く」「水の代わりに酢やアルコールを使う」「延命剤を使う」
- 水替え
- 花束つくり
- 生け込み
- 配達
- 閉店
- 会計

## 子どもがなりたい職業
日本では、子どもがなりたい職業の上位にランクされることも多い
。第一生命による過去16年(1989年~2004年)の調査では、花屋は食べ物屋・保育士・看護師と並んで上位を保ってきたが、ペット屋・調教師・飼育係の人気上昇に伴い、2004年には順位が逆転している。地域別に見ると、僅差ではあるが花屋は西日本より東日本の子どもに人気がある。